# Paffendorf (band)
Paffendorf was een Duits hardtranceproject van Ramon Zenker en Gottfried Engels. Live werd de groep gerepresenteerd door de dj Christian Schmitz. De groep werd vooral bekend met de platen Where Are You en Be Cool. 

## Geschiedenis
Paffendorf wordt in 1998 bedacht door de producers Ramon Zenker en Gottfried Engels, die beide onder een grote hoeveelheid namen dancemuziek hebben geproduceerd. Van het nieuwe hardtranceproject verschijnen singles als 'Smile' en 'Terminator II'. Meer bekend wordt de groep met 'Where Are You', dat in de zomer van 2000 een hit wordt in diverse landen. Niet lang daarna verschijnt het album Dance City. Live wordt de dj Christian Schmitz als performer neergezet. Maar in de studio blijven Zenker en Engels de muziek produceren. Ook Tobias Lützenkirchen produceert zo nu en dan mee. Succesvol is ook de single 'Be Cool', waarin George Clooney wordt gesammpled. Met deze single wordt in 2002 in het Verenigd Koninkrijk de top 10 bereikt. Daarna lijkt de formule uitgewerkt. In 2006 wordt er nog een poging tot comeback gedaan met het album Planet Dance waarop remixen van oude singles afgewisseld zijn met nieuwe tracks. Maar daar krijgen ze weinig voeten meer mee aan de grond. Na nog drie singles in 2009 wordt Paffendorf inactief. Wel verschijnen er enkele remixen van oude singles.

## Discografie

### Albums
- Dance City (2000)
- Planet Dance (2006)

### Singles
| Jaar | Titel                            | Hitlijsten | Hitlijsten | Hitlijsten | Hitlijsten | Hitlijsten | Album        |
| Jaar | Titel                            | AT         | CH         | DE         | NL         | UK         | Album        |
| ---- | -------------------------------- | ---------- | ---------- | ---------- | ---------- | ---------- | ------------ |
| 1998 | 'Smile'                          | —          | —          | 22         | —          | —          | Dance City   |
| 1998 | 'Ruf Mich An'                    | —          | —          | 49         | —          | —          | Dance City   |
| 1998 | 'Terminator 2 Theme: Main Title' | —          | —          | 49         | —          | —          | Dance City   |
| 1999 | 'Allnight'                       | —          | —          | —          | —          | —          | Dance City   |
| 1999 | 'Where Are You'                  | 21         | 52         | 11         | 20         | —          | Dance City   |
| 2000 | 'Everybody Scream'               | —          | —          | 43         | tip8       | —          | Dance City   |
| 2001 | 'Rhythm & Sex'                   | —          | —          | 61         | —          | —          | Be Cool      |
| 2002 | 'Be Cool'                        | 41         | —          | 29         | —          | 7          | Be Cool      |
| 2002 | 'Crazy, Sexy, Marvelous'         | —          | —          | 33         | —          | 52         | Planet Dance |
| 2004 | 'Welcome to Africa'              | —          | —          | —          | —          | —          | Planet Dance |
| 2005 | 'On & On'                        | —          | —          | 80         | —          | —          | Planet Dance |
| 2005 | 'Stop That Shit!'                | —          | —          | —          | —          | —          | Planet Dance |
| 2005 | 'Under My Skin'                  | —          | —          | —          | —          | —          | Planet Dance |
| 2006 | 'Vogue'                          | —          | —          | —          | —          | —          | Planet Dance |
| 2006 | 'La La La Girl'                  | —          | —          | —          | —          | —          | Planet Dance |
| 2006 | 'Where Are You 2007'             | —          | —          | —          | —          | —          | Planet Dance |
| 2007 | 'It's Not Over'                  | —          | —          | —          | —          | —          | —            |
| 2009 | 'Self Control'                   | —          | —          | 59         | —          | —          | —            |
| 2009 | 'Bring It Back'                  | —          | —          | —          | —          | —          | —            |
| 2009 | 'Discover'                       | —          | —          | —          | —          | —          | —            |

### Hitlijsten
| Single met eventuele hitnotering(en) in de Nederlandse Top 40 | Datum van verschijnen | Datum van binnenkomst | Hoogste positie | Aantal weken | Opmerkingen             |
| ------------------------------------------------------------- | --------------------- | --------------------- | --------------- | ------------ | ----------------------- |
| Where Are You                                                 | 1999                  | 17-06-2000            | 20              | 9            | Dancesmash op Radio 538 |
| Everybody Scream                                              | 2000                  |                       | tip8            |              |                         |